# Csiba Katalin
Csiba Katalin Gyöngyvér (Budapest, 1982 –) biológus, politikus, a Lehet Más a Politika (LMP) volt tagja.

## Szakmai tevékenysége
2001 és 2006 között biológusként tanult a Pécsi Tudományegyetemen. A diploma megszerzése után egy évet töltött Észak-Írországban, ahol önkéntes kertészként egy természeti élőhely rehabilitációjában vett részt. Ezt követően a Duna–Dráva Nemzeti Park munkatársaként természetvédelmi idegenvezetőként dolgozott, így például az Abaligeti-barlangban vezetett látogatásokat. Részt vett több civil szervezet (Pécsi Zöld Kör, Magyar Természetvédők Szövetsége) munkájában. A Szent István Egyetem Mezőgazdaság- és Környezettudományi Karának Környezet- és Tájgazdálkodási Intézet Környezetgazdaságtani Tanszékén működő Környezeti Társadalomkutató Csoport (ESSRG) munkatársa. 2015 januárja óta menedzsment tanulmányait végzi a Harvard Extension School Management MLA programjában.

## Politikai pályafutása
2009 februárjában lépett be az LMP-be. A 2010-es parlamenti választások során az LMP képviselőjelöltje volt Budapest VII. kerületében (az akkori 009-es számú egyéni választókerületben). Az első fordulóban a szavazatok 17,47%-át, a második fordulóban pedig 15,03%-át megszerezve a harmadik helyen végzett. Ezzel a választások során az LMP egyik legeredményesebb jelöltje volt.
2010 júniusában az LMP szóvivője, majd 2012 márciusában a pártot irányító 13 fős országos választmány tagja lett. 2013 márciusában választmányi tagságában megerősítették. A 2014-es EP-választások óta Meszerics Tamás EP-képviselő irodájának munkatársa. 2016 márciusában kilépett a pártból.